# St. Georg (Morl)

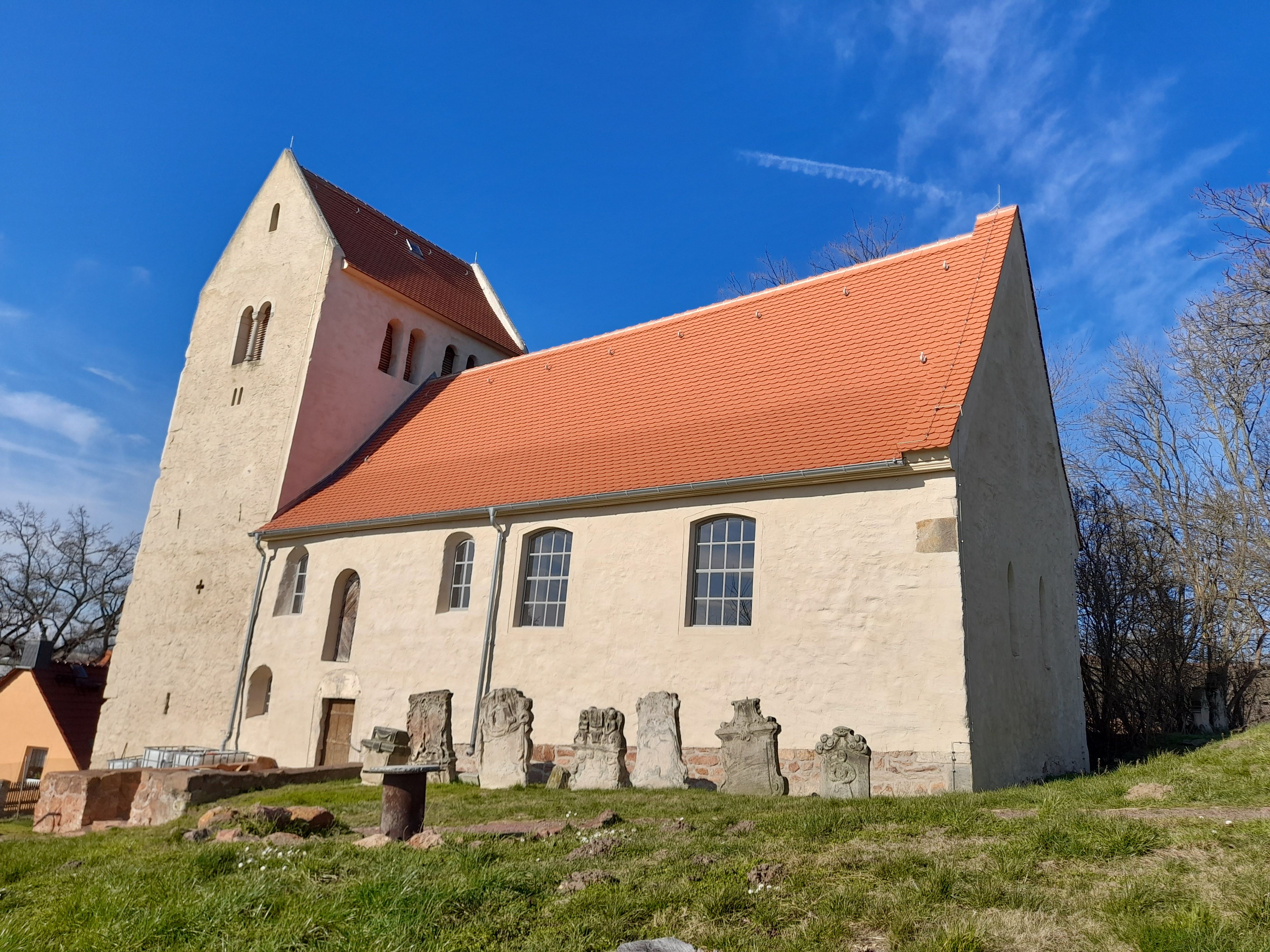
Sankt-Georg-Kirche

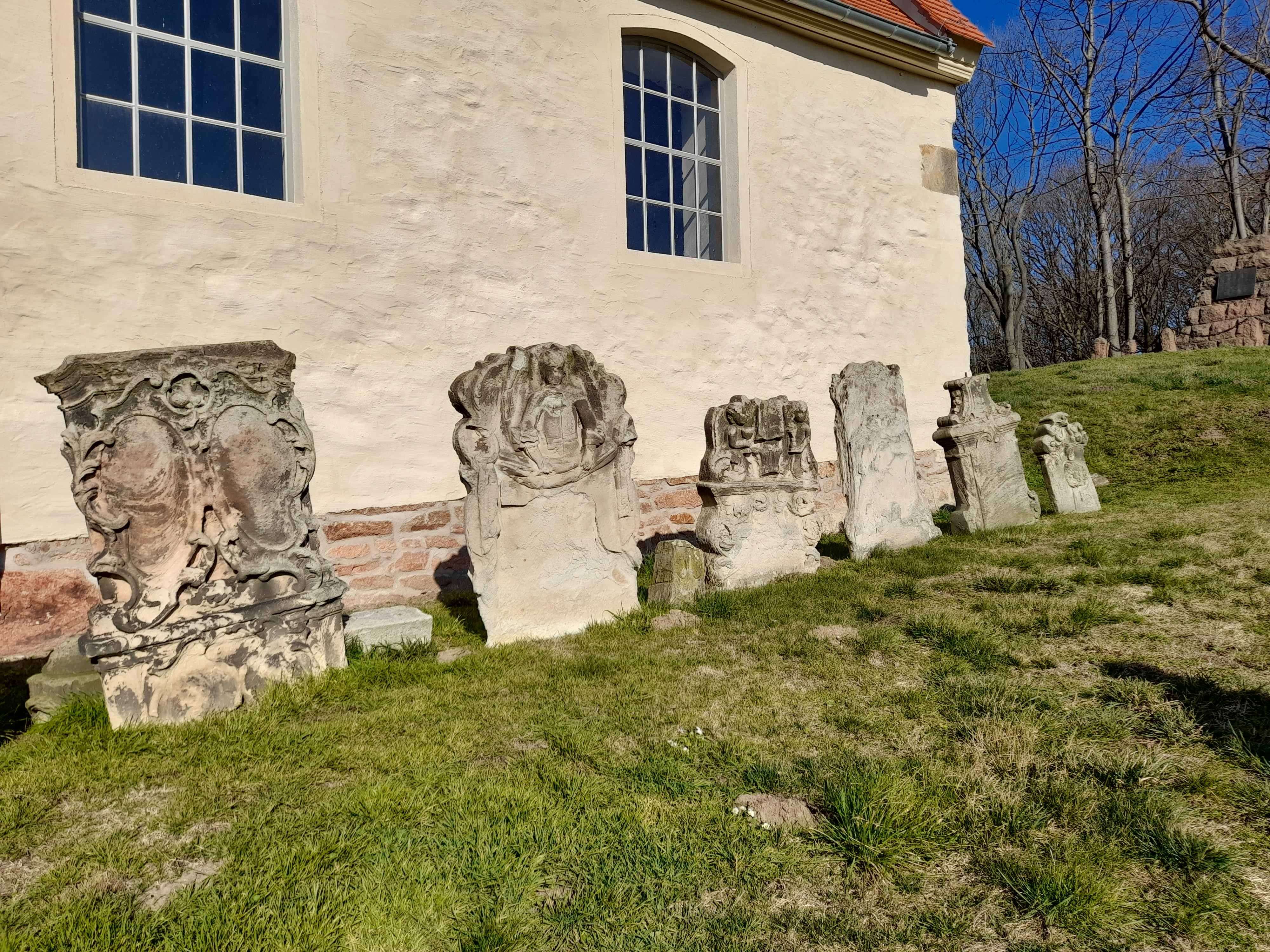
Barocke Grabsteine

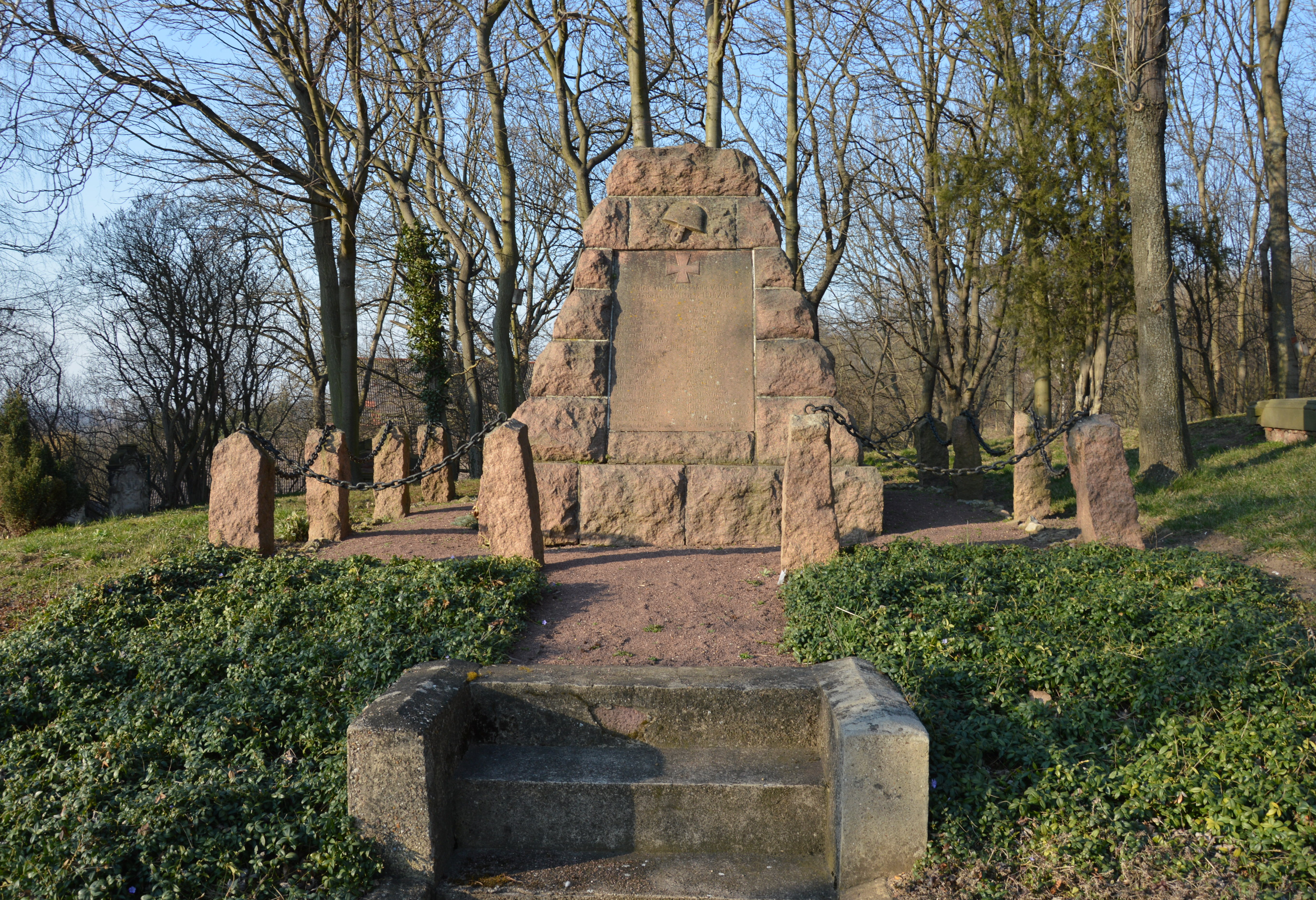
Kriegerdenkmal

Die Kirche St. Georg ist eine evangelische Kirche im zur Gemeinde Petersberg in Sachsen-Anhalt gehörenden Dorf Morl. Sie gehört zum Pfarrbereich Teicha im Kirchenkreis Halle-Saalkreis der Evangelischen Kirche in Mitteldeutschland.
Die Kirche steht auf dem Schulberg am Ostrand des Dorfes. Im örtlichen Denkmalverzeichnis ist sie unter der Nummer 094 55488 als Kirche eingetragen.

## Kirche

### Architektur und Geschichte
Die einschiffige Kirche geht in ihrem Kern auf das erste Viertel des 13. Jahrhunderts zurück. Sie wurde aus Bruchsteinen errichtet. Westlich befindet sich ein quer zum Schiff angeordneter Kirchturm. Der Turm wird von einem Satteldach bedeckt. Die Schallarkaden des Turms sind noch aus der Zeit der Spätromanik. Das Erdgeschoss des Turms wird von einer massiven Gewölbetonne überspannt. In Folge eines Brandes wurde die Kirche 1520 um- bzw. neugebaut. Im Jahr 1692 erfolgte ein Umbau des Kirchenschiffs. An der Ostseite des Schiffs sind zwei schmale gotische Fenster erhalten.
Das Innere des Kirchenschiffs verfügt über eine hölzerne Tonnendecke. Die im Schiff befindliche Hufeisenempore ist auf der Westseite zweigeschossig ausgeführt. Das Altarbild stammt aus dem Jahr 1885 und zeigt eine Kreuzigungsszene. Der Taufstein ist in Form eines Kelches aus Sandstein gearbeitet und stammt bereits aus dem Jahr 1528.
Ein Sandsteinepitaph zeigt den 1586 verstorbenen Herrn zu Morl, Ritter Roloff Röder als mit Rüstung bekleidete Relieffigur.
Im Turm befinden sich zwei Bronzeglocken sowie ein mechanisches Uhrwerk. Die kleine Glocke wurde von der Firma Schilling aus Apolda im Jahre 1927 gegossen. Sie wurde Anfang 2016 saniert und mit einem neuen Joch sowie einer elektrischen Läutemaschine versehen. Die Glocke wiegt etwa 180 Kilogramm. Die jetzige große Glocke entstand bereits in der Mitte des 15. Jahrhunderts. Aus ihr liegt zudem der Stundenschlag. Diese Glocke wird per Hand geläutet. Ursprünglich bestand eine dritte Bronzeglocke, wobei eine Glocke jedoch dem Krieg zum Opfer fiel. Das mechanische Turmuhrwerk ist saniert.

## Außenbereich

### Grabsteine
Auf der Südseite der Kirche befinden sich sechs aus dem späten 18. Jahrhundert stammende barocke Grabsteine und ein Urnengrabmal.

### Kriegerdenkmal
Auf dem Kirchgelände, östlich der Kirche, befindet sich das Kriegerdenkmal des Ortes. Es wurde in Form eines Pyramidenstumpfes angelegt und besteht aus halleschem Porphyr. Das Kriegerdenkmal wurde für die Gefallenen des Ersten Weltkriegs errichtet. Im Pyramidenstumpf ist eine Gedenktafel eingelassen. Über der Gedenktafel befindet sich ein Helm als Relief. Die Gedenktafel ist mit einem Eisernen Kreuz verziert und enthält nach Jahren getrennt die Namen der Gefallen sowie die Inschrift Den Heldentod für uns und ihr Vaterland starben im Weltkriege 1914 / 18.
2003 brachte man zusätzlich eine Erinnerungstafel für die Gefallenen des Zweiten Weltkriegs der Orte Morl, Möderau und Beidersee mit an. Auf dieser Gedenktafel sind die Gefallenen alphabetisch nach ihrem Heimatort sortiert. Die Inschrift dieser Gedenktafel lautet  Im stillen Gedenken aller Opfer. Die Einw. der Gemeinde Morl und der Hist. Gem. Morl e. V. Juli 2003.